# Метью Генкок
Метью Джон Девід Генкок (англ. Matthew John David Hancock; нар. 2 жовтня 1978, Честер, Англія) — британський політик-консерватор. Член парламенту з 2010, державний міністр з ефективності і реформи цивільної служби і генеральний скарбник з 2015 до 2016. Міністр охорони здоров'я з липня 2018 до червня 2021. Подав у відставку після того, як британський таблоїд The Sun опублікував світлини, на яких Генкок цілувався з подругою, не дотримуючись соціального дистанціювання. Обоє мають свої сім'ї.
Вивчав філософію, політику та економіку в Оксфорді і здобув ступінь магістра економіки в Кембриджі. Генкок деякий час працював у компанії комп'ютерного програмного забезпечення своєї родини, протягом п'яти років був економістом у Банку Англії, а 2005 року перейшов на роботу до тодішнього тіньового Канцлера скарбниці Джорджа Осборна.
У вересні 2013 року Генкоку запропонували стати державним міністром навичок та підприємства, у липні 2014 його призначили державним міністром у справах бізнесу, енергетики та підприємництва (паралельно також працював державним міністром Портсмуту і державним міністром енергетики).

## Захворювання на коронавірус
27 березня 2020 року Метт Хенкок захворів на коронавірус.

## Сім'я
Одружений, має трьох дітей.